# تايرا نو نوريتسونيه
تايرا نو نوريتسونيه (باليابانية: 平 教経، بالروماجي: Taira no Noritsune)، (وفاة 1185)، محارب ساموراي ياباني وقائد عسكري لقوات تايرا في حرب غينبيه ضد قبيلة ميناموتو التي حدثت في أواخر عصر هييآن، وهو ابن تايرا نو نوريموري.

## حرب غينبيه
شارك في حرب غينبيه في عدة معارك منها معركة ميزوشيما ومعركة إيتشي نو تاني، وفي معركة ياشيما حاول قتل يوشيتسونيه قائد قوات ميناموتو بإطلاق سهم عليه، لكن السهم أصاب ساتو تسوغونوبو وقتله بعد وقوف الأخير في طريق السهم لحماية يوشيتسونيه.
في معركة دان نو أورا الأخير، بعد إنهزام أغلب قوات تايرا وغرق مراكبهم، أدرك بأنه سيموت لهذا حاول جده بأن يقتل قائد قوات العدو يوشيتسونيه، فبدأ بالقفز من مركب إلى آخر بحثاً عن يوشيتسونيه ويتصدى لمقاتلي ميناموتو حتى عثر عليه، لكن يوشيتسونيه أيضاً بدأ بالهرب والقفز من مركب إلى أخر في مطاردة مشهورة بينهما، حتى حوصر من قبل قوات ميناموتو فحاول الأخوان تارو وجيرو القبض عليه حياً لينالا الفضل، لكن ما إن إنقضوا عليه حتى أمسك بهما عن يمينه ويساره ثم قفز في الماء ليغرق ويغرقهم معه.

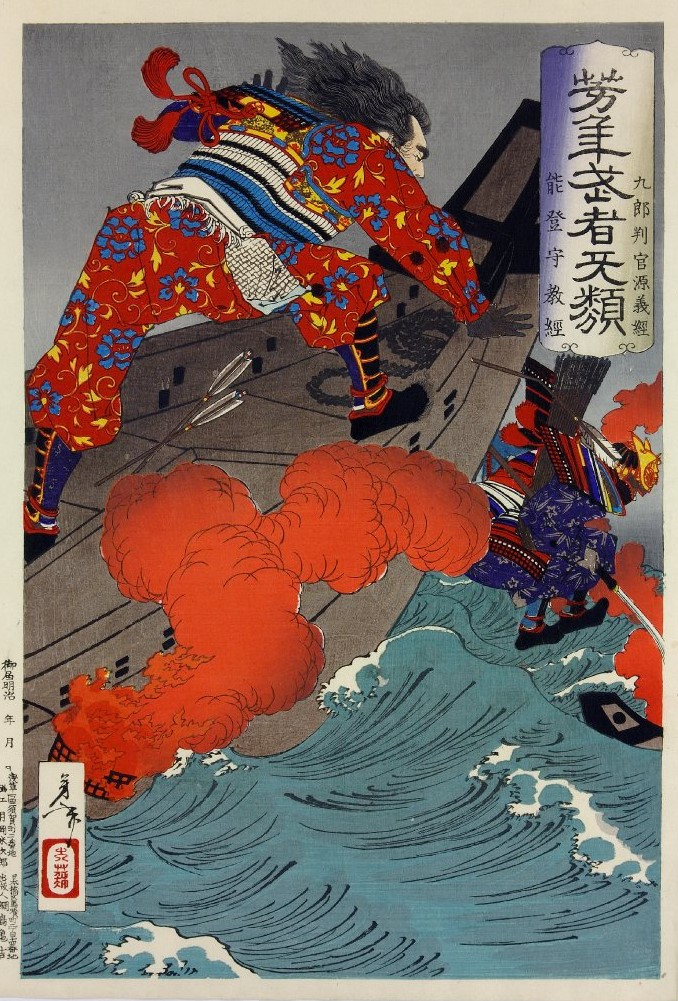
رسمة تظهر نوريتسونيه على اليسار، أثناء مطاردته يوشيتسونيه على اليمين في معركة دان نو أورا.